# 弯头叶蝉属
弯头叶蝉属（学名：Vangama）为叶蝉科的一个属。

## 下属物种
本属包括以下物种：
- 黑色弯头叶蝉 Vangama picea Wang & Li, 1999
- Vangama steneosaura Distant, 1908